# ネッソスに掠奪されるデイアネイラ
『ネッソスに掠奪されるデイアネイラ』（ネッソスにりゃくだつされるデイアネイラ、仏: Déjanire enlevée par le centaure Nessus、英: Deianira Abducted by the Centaur Nessus）は、イタリア・バロック期のボローニャ派の巨匠グイド・レーニが1617-1619年ごろ、キャンバス上に油彩で描いた絵画である。マントヴァ公フェルディナンド1世・ゴンザーガからヴィラ・ファヴォリータ (Villa Favorita) の一室のために委嘱された作品で、ヘラクレスの英雄伝を表す連作の1点をなしていた。フェルディナンドの死後、イギリス国王チャールズ1世の所有となり、ついでパリのエバーハルト・ジャバッハのコレクションに入ったが、1642年にフランス国王ルイ14世に購入された。現在、パリのルーヴル美術館に所蔵されている。

## 作品
上記の連作のほかの絵画とは異なり、本作はヘラクレスが主役ではなく、彼は画面右端の背景に小さく描かれているにすぎない。主題はオウィディウスの『変身物語』 (9:101-134) から採られている。ヘラクレスは美しい新妻デイアネイラを伴って旅行をしていた。2人が急流にさしかかると、渡し守であったケンタウロスのネッソスがディアネイラを向こう岸まで渡してやろうと申し出る。しかし、ヘラクレスが彼女を託すと、ネッソスはさらっていこうとする。本作には、この瞬間が描かれている。背景のヘラクレスは、1本の矢でネッソスを射殺すべく弓を構えるところである。
掠奪の瞬間を正面向きで捉えた構図、力強い躍動感はバロック的なものである。また、ネッソスとデイアネイラの姿は赤色と黄金色の中でせめぎ合い、ひとつに燃え盛る炎のように表されている。黒色に近い背景と、立ち込める暗雲が劇的なドラマを強調する。しかし、画家の古代彫刻への傾倒を示すディアネイラの理想的な身体像、ネッソスの裸体表現、風になびく衣服や人体像のリズミカルな曲線美は、自然主義と普遍的な美の統合を示しており、レーニが盛期ルネサンスの古典主義の正当な後継者であることを物語っている。

## レーニのヘラクレスの連作 (ルーヴル美術館蔵)

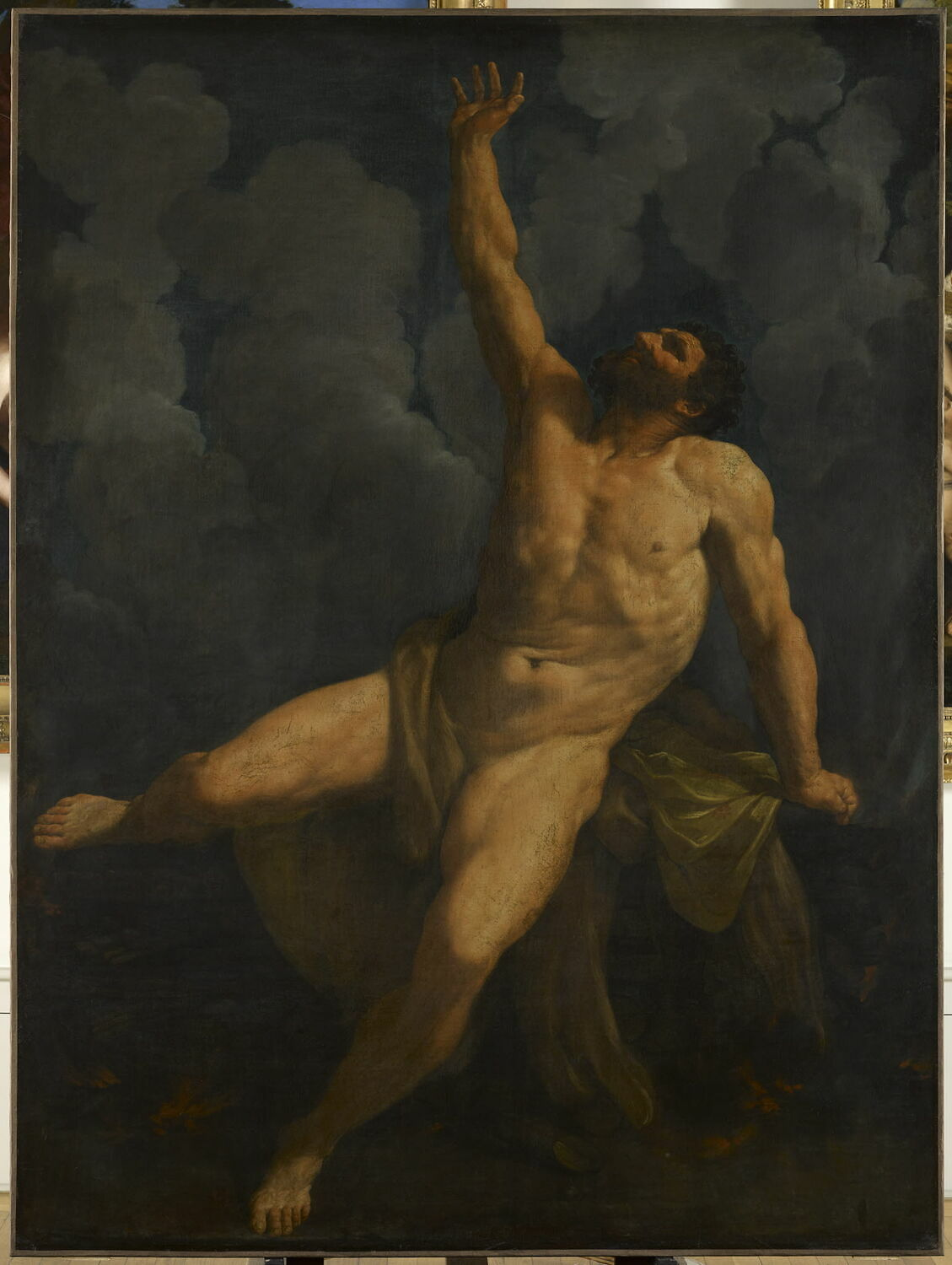
『薪の上のヘラクレス』 (1617-1619年)
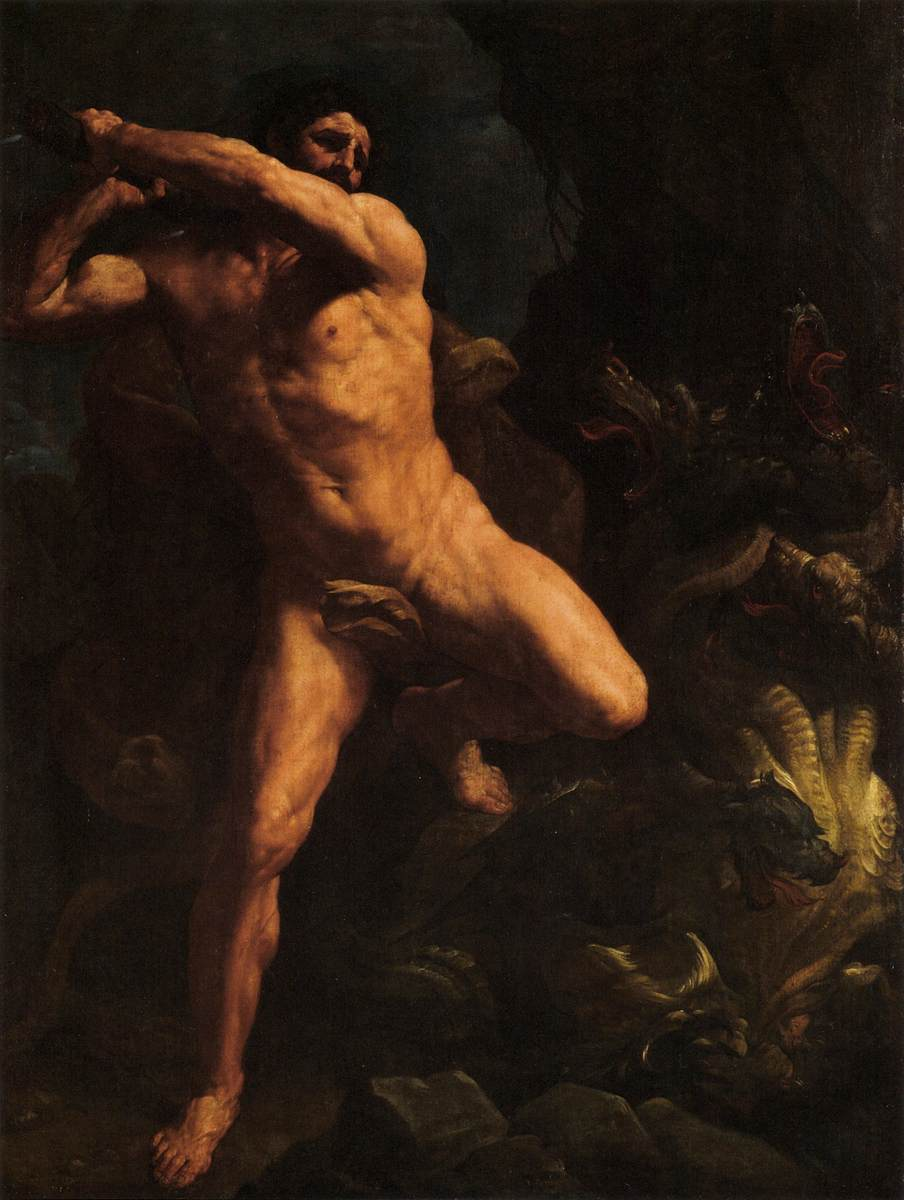
『レルネのヒュドラを退治するヘラクレス』 (1617-1620年ごろ)
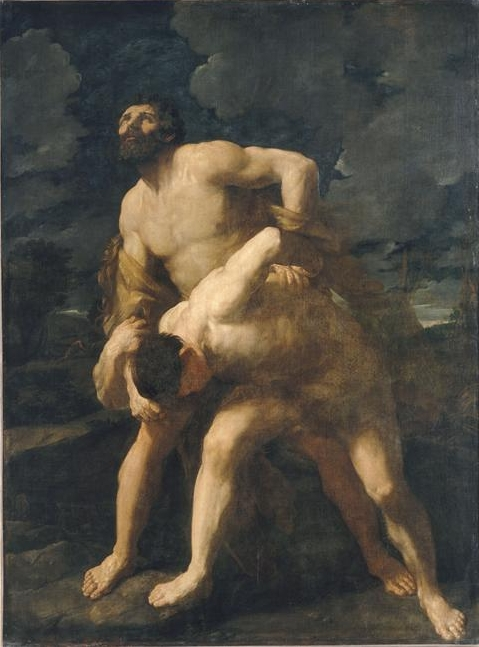
『デイアネイラを巡るヘラクレスとアケロスの闘い』(1620-1621年)